# 馬手町
馬手町（うまてちょう）は愛知県名古屋市中川区にある町名。現行行政地名は馬手町1丁目から馬手町3丁目。住居表示未実施。

## 地理
名古屋市中川区の南東部に位置し、東に大畑町と葉池町、西に平戸町と掛入町、南に北江町、北に上流町と接する。

## 歴史

### 地名の由来
荒子町旧字による。

### 沿革
- 1961年（昭和36年）3月25日 - 中川区荒子町の一部により、同区馬手町が成立[6]。

## 世帯数と人口
2019年（平成31年）1月1日現在の世帯数と人口は以下の通りである。
| 町丁   | 世帯数  | 人口  |
| ------ | ------- | ----- |
| 馬手町 | 384世帯 | 869人 |

## 学区
市立小・中学校に通う場合、学校等は以下の通りとなる。また、公立高等学校に通う場合の学区は以下の通りとなる。
| 丁目        | 番・番地等 | 小学校                 | 中学校                 | 高等学校 |
| ----------- | ---------- | ---------------------- | ---------------------- | -------- |
| 馬手町1丁目 | 全域       | 名古屋市立篠原小学校   | 名古屋市立長良中学校   | 尾張学区 |
| 馬手町2丁目 | 全域       | 名古屋市立昭和橋小学校 | 名古屋市立昭和橋中学校 | 尾張学区 |
| 馬手町3丁目 | 全域       | 名古屋市立昭和橋小学校 | 名古屋市立昭和橋中学校 | 尾張学区 |

## 施設
- 北江公園（一部は北江町3丁目に入っている。）

## その他

### 日本郵便
- 郵便番号 : 454-0845[2]（集配局：中川郵便局[9]）。